# Rhythm Doubles
Rhythm Doubles – dwudziesty trzeci album studyjny jamajskiej sekcji rytmicznej Sly & Robbie.
Płyta została wydana 19 września 2006 roku przez Taxi Records, własną wytwórnię Dunbara i Shakespeare’a. Oni też zajęli się produkcją nagrań, we współpracy z Shinji Nishim.
W roku 2007 krążek został nominowany do nagrody Grammy w kategorii najlepszy album reggae. Była to trzecia nominacja do tej statuetki w karierze muzyków.

## Lista utworów
1. "El Cumbanchero"
2. "Bounce" feat. Wyclef Jean, Bounty Killer
3. "Memories - Ghetto Heaven" feat. Mitch & Scantana
4. "Walk Out" feat. Elephant Man
5. "Liar" feat. Lady Saw
6. "Black People" feat. Bounty Killer
7. "Party Hot" feat. Suga Roy, Conrad Crystal, Yellow Man
8. "My Girl" feat. Chaka Demus & Pliers, Alaine & Shinji
9. "Love Sound" feat. Beres Hammond
10. "Star" feat. T.O.K.
11. "There For You" feat. Beres Hammond, Annette Brissett
12. "Milk & Honey" feat. Ali Campbell, Luciano
13. "Heavy Load" feat. Abijah
14. "Just To Know" feat. Maxi Priest
15. "Big Up" feat. Wayne Marshall
16. "Searching" feat. Trini
17. "Mango Tongo"
18. "Sun Shine" feat. T.O.K.

## Muzycy
- Omar Clennon - gitara
- Shinji Nishi - gitara, keyboard
- Robbie Shakespeare - gitara basowa
- Sly Dunbar - perkusja
- Robert Lynn - keyboard
- Christopher "Longman" Birch - keyboard
- Junior "Chico" Chin - trąbka
- Pam Hall - chórki